# Oreiscelio alluaudi
Oreiscelio alluaudi är en stekelart som först beskrevs av Jean Risbec 1950.  Oreiscelio alluaudi ingår i släktet Oreiscelio och familjen Scelionidae. Inga underarter finns listade i Catalogue of Life.